# Mario Aramu
Mario Aramu (Cagliari, 7 aprile 1900 – Cieli della Marmarica, 16 dicembre 1940) è stato un militare e aviatore italiano, che prese parte alle Crociere Atlantiche organizzate da Italo Balbo e cadde in combattimento durante la seconda guerra mondiale nei cieli della Libia, venendo decorato con la Medaglia d'oro al valor militare alla memoria.

## Biografia
Nacque a Cagliari il 7 aprile 1900, e nel 1918 si diplomò presso l'Istituto tecnico di Cagliari con indirizzo fisico-matematico. Tra il 1918-1919 frequentò il biennio di ingegneria presso l'Università di Cagliari. Soldato di leva di 1ª categoria presso il Distretto militare di Cagliari ottenne il congedo illimitato il 1º aprile 1918. Due giorni dopo venne chiamato alle armi e destinato prima presso il Deposito del 1º Reggimento bersaglieri e successivamente al 49º Reggimento fanteria della Brigata Sassari. Frequentò la Scuola militare di Caserta come Allievo Ufficiale di complemento ed il 28 marzo 1919 venne destinato presso il Comando della 1ª Armata a Trento.
Dal mese di agosto del 1919 al 1923 fu assegnato all'Ufficio recuperi di Mezzolombardo (provincia di Trento), poi alla Divisione di artiglieria di Trento, al 4º Reggimento bersaglieri e quindi inviato prima in licenza e poi collocato in congedo illimitato.
Il 3 maggio 1923 fu trasferito, prima presso il Distretto militare di Trento e poi presso quello di Cagliari.
Nel 1924 conseguì il brevetto di pilota militare d'aeroplano, su apparecchio Ansaldo S.V.A., presso la Scuola di volo di Sesto San Giovanni (Milano).
Dal 1º dicembre 1926 cessò di appartenere ai ruoli del Regio Esercito e fu nominato sottotenente in servizio permanente effettivo nel ruolo combattente dell'Arma aeronautica. Nel marzo del 1927 venne promosso tenente e partì volontario per Bengasi (Libia). Dal 1928 al 1930 fu in forza all'Aviazione coloniale libica prendendo parte alle operazioni nella Cirenaica, dove fu decorato con la Medaglia di bronzo al valor militare.
Promosso capitano nel 1930, fu assegnato alla Scuola di Navigazione di Alto Mare dell'Idroscalo di Orbetello (Grosseto).
Dal 1º luglio al 12 agosto 1933 partecipò alla Crociera aerea del Decennale come pilota di idrovolante Savoia-Marchetti S.55, e il 13 agosto fu poi inviato al Corso superiore d'aeronautica di Caserta. Dal 13 giugno del 1934 al 20 marzo 1936 operò in Cina quale membro della Missione aeronautica italiana al comando del colonnello Roberto Lordi, come istruttore presso la Scuola di bombardamento aereo di Nanchino.
Rientrato in Patria fu promosso maggiore nell'aprile 1936, venendo assegnato al 21º Stormo Bombardamento Terrestre.
Dal febbraio all'ottobre del 1937 partecipò alle operazioni militari in Spagna comandando il XXIX Gruppo Bombardieri Veloci operante in senno all'Aviazione Legionaria. Al termine della campagna fu decorato con una Medaglia d'argento al valor militare.
Nel 1938 frequentò il Corso di alti studi presso la Scuola di guerra aerea di Firenze e dal 17 al 24 marzo dello stesso anno partecipò al 3º Raduno del Littorio (settimana aerea internazionale per aeroplani da turismo) con un apparecchio SAI-Ambrosini SAI-2, classificandosi 7º nella prova di salita, discesa e atterraggio, 12º in quella di autonomia e volo notturno, 13º nella gara di velocità e 11º nella classifica finale.
Promosso tenente colonnello fu assegnato alla Stato maggiore della Regia Aeronautica e poi divenuto colonnello nel giugno 1940, fu destinato al comando del 9º Stormo Bombardamento Terrestre di Viterbo. Con lo scoppio delle ostilità lo stormo si trasferì all'aeroporto di Alghero operando contro le forze francesi in Corsica, e dopo l'armistizio con la Francia, il 7 settembre partì per l'Africa settentrionale alle dipendenze della 5ª Squadra aerea, dislocandosi a Castelbenito presso l'Aeroporto di Tripoli e poi a Derna presso l'Aeroporto di Martuba.
Nel mese di dicembre gli inglesi lanciarono l'Operazione Compass sul fronte della Marmarica, che in breve tempo, grazie alla superiore mobilità, scompaginò la 10ª Armata al comando del Maresciallo d'Italia Rodolfo Graziani. Nel disperato tentativo di contrastare l'avanzata della Desert Force i bombardieri furono impiegati in missioni di attacco al suolo contro le colonne avanzanti. Il 16 dicembre la 4ª Brigata corazzata circondò la guarnigione italiana di Sidi Omar, che richiede disperatamente l'intervento dell'aviazione al fine di evitare l'annientamento. Sei bombardieri del 9º Stormo decollano alle 14:40 da Derna e arrivano su Tobruk, dove attendono invano l'arrivo dei caccia C.R.42 Falco, proseguendo quindi, senza scorta, verso l'obiettivo. Postosi alla testa della formazione, sul suo velivolo prese posto il tenente Victor Hugo Girolami in qualità di ufficiale puntatore. Arrivati in vista dell'obiettivo gli aerei italiani furono intercettati da una grossa formazione di caccia inglesi, formata da circa venti Hawker Hurricane e cinque Gloster Gladiator che si lanciarono all'attacco da una quota superiore. Tre dei sei bombardieri furono abbattuti dopo una strenua difesa. Il primo a cadere fu quello del tenente colonnello Guglielmo Grandjacquet, il secondo il suo, e il terzo quello del sottotenente Tonachella.
La sua morte però non fu data per certa subito, fu dato come disperso nel Bollettino di guerra n.194 ci furono notizie di un certo Mario Aramai al quale furono amputate le gambe e fatto prigioniero, poi più nulla. Sua moglie Olga, lo aspettò per anni e anni. Per onorarne la memoria fu decretata la concessione della Medaglia d'oro al valor militare, così come a Grandjacquet e a Girolami. Il 15 dicembre del 1940 era stato insignito dal Fuhrer Adolf Hitler dell'Ordine dell'Aquila tedesca con spade.
L'11 febbraio 1958 venne intitolato a suo nome l'aeroporto militare di Alghero-Fertilia. Nel cimitero degli atlantici ad Orbetello il suo nome è riportato a sinistra della lapide di Italo Balbo, fra quelli dei caduti in volo sulla terraferma, mentre alla destra sono sepolti gli scomparsi in mare.
Mario Aramu è l'unico aviatore sardo al quale sia stata concessa la Medaglia d'oro al valor militare. A lui sono stati intitolati anche un viale dell'aeroporto militare di Pratica di Mare, una piazza nel quartiere Marina a Cagliari ed una via ad Elmas, non lontano dall'aeroporto civile di Cagliari.

### Annotazioni
1. ↑  Incominciate già nell'agosto del 1936.
2. ↑  Insieme a lui vi prese parte anche il futuro generale di squadra aerea Domenico Ludovico.
3. ↑  La presa di tale caposaldo avrebbe permesso agli inglesi di avanzare indisturbati su Derna.
4. ↑  Nella zona di frontiera cirenaica le truppe nemiche, per il logorio e le perdite subite, hanno rallentato nella giornata di ieri — nona della grande battaglia — la loro pressione. Le nostre artiglierie hanno efficacemente battuto reparti di mezzi meccanizzati nemici, mentre le nostre formazioni aeree hanno bombardato unità corazzate più lontane. L'incrociatore nemico silurato dinanzi a Porto Bardia, di cui al bollettino n. 193, è stato visto capovolgersi e affondare. Gli aerosiluranti affondatori erano al comando del capitano pilota Grossi e del tenente pilota Barbani, coadiuvati dagli osservatori tenenti di vascello Marazio e Riva. Nostri apparecchi hanno bombardato navi da guerra inglesi presentatesi davanti a Porto Bardia. L'aviazione da caccia avversaria ha contrastato l'azione dei nostri bombardieri, che hanno abbattuto un apparecchio Glouchester. Nostre formazioni da caccia, di scorta ai bombardieri, hanno impegnato combattimento con la caccia nemica: un Hurricane è stato abbattuto; un nostro apparecchio da caccia non è rientrato. Dei cinque apparecchi nazionali che nel bollettino n. 193 erano stati dati come perduti, due hanno fatto rientro alla base. Fra i tre apparecchi che si possono ritenere definitivamente perduti è anche quello del colonnello Aramu, due volte Atlantico, bombardiere di eccezione, che alla testa dello stormo aveva diretto l'azione.

### Fonti
1. 1 2  Ufficio Storico  Stato Maggiore dell'Aeronautica 1969, p. 125.
2. 1 2 3 4 5 6 7  Tasselli 2015, p. 26.
3. 1 2 3  Moccia 2014, p. 161.
4. 1 2 3 4  Tasselli 2015, p. 28.
5. 1 2  Ufficio Storico Stato Maggiore dell'Aeronautica 1977, p. 64.
6. 1 2  Dunning 1988, p. 34.
7. 1 2 3 4  Ferrara 2015, p. 41.
8. ↑  Tasselli 2015, p. 27.
9. ↑  Tasselli 2015, p. 29.
10. ↑  Bollettino Ufficiale 1941, suppl.1,pag.1, e Bollettino Ufficiale 1942, disp.18, pag.852.
11. ↑  Trotta 1978, p. 63.